# Manolescu, regele impostorilor
Manolescu (în germană Manolescu - Der König der Hochstapler, Manolescu, regele impostorilor) este un film mut german din 1929 regizat de Viktor Turjanski protagoniști fiind actorii Ivan Mozjuhin, Brigitte Helm și Heinrich George.
Decorurile filmului au fost proiectate de directorul artistic Robert Herlth și Walter Röhrig. A fost filmat la studiourile Babelsberg din Berlin și în locații din St. Moritz (Elveția) și Monte Carlo.
Scenariul scris de Robert Liebmann a fost bazat pe romanul omonim scris de János Székely (n. 1901) și publicat la Berlin în același an. Romanul se bazează pe memoriile scriitorului și escrocului român George Manolescu.

## Distribuție
- Ivan Ilici Mozjuhin – Manolescu
- Brigitte Helm – Cleo
- Heinrich George – Jack
- Dita Parlo – Jeanette
- Harry Hardt –
- Max Wogritsch –
- Valy Arnheim –
- Elsa Wagner –
- Fritz Alberti
- Boris de Fast
- Lya Christy –
- Fred Goebel –
- Franz Verdier –
- Michael von Newlinsky